# Teo González
Teófilo González Muñoz, conocido artísticamente como Teo González (León, Guanajuato, México, 28 de octubre de 1960), es un comediante mexicano, que participa en programas de televisión y radio.

## Biografía
Experimentó una crianza materna alterada debido al fallecimiento de su madre, lo que llevó a ser criado por su abuela en un entorno de fe católica. Durante una visita conmemorativa al Seminario Diocesano de Guadalajara en su 325 aniversario de fundación, González compartió su estrecha relación con la divinidad desde temprana edad, y ha mantenido su profunda devoción a la fe católica hasta el presente.
Durante su juventud, tuvo la oportunidad de desempeñarse como tercer portero en el Club León de la Primera División Mexicana.
Su habilidad para provocar risas entre sus compañeros lo impulsó a ingresar de manera plena al ámbito de la comedia profesional. Posteriormente, inició su trayectoria en Televisa a través de un programa en Guadalajara, lo que posteriormente lo llevó a ser convocado a formar parte del equipo de Televisa San Ángel.
En julio de 1997, Teo González inició una serie de apariciones en el programa de televisión nocturno Al ritmo de la noche, transmitido a nivel nacional desde Ciudad de México a través del canal Las Estrellas. Además, participó en diversos eventos como Espacio 98, Festival Acapulco 98 y Festival Acapulco Milenio. Simultáneamente, en marzo de 1998, se unió al programa de chistes y comedia Para cargarse de risa, transmitido a nivel nacional por Telesistema Mexicano del Grupo Televisa, durante dos años.
Debido al gran éxito que obtuvo en su programa de televisión y en sus presentaciones en diferentes lugares del país, fue invitado por primera vez a representar a México en el Festival Internacional del Humor en Bogotá, Colombia. Repitió su participación en este festival de manera consecutiva durante los siguientes seis años. Además, amplió su presencia en el extranjero con actuaciones más frecuentes en países como Costa Rica y Venezuela. Ha sido protagonista en programas como Humor es... Los Comediantes, Festival de Humor, La casa de la risa y Fábrica de risas.

## Otros datos
Es reconocido por su popular forma de imitar el claxon de un Volkswagen Sedan.
Se le puede ver en el video de Los Tucanes de Tijuana, llamado «El Tío Borrachales», como protagonista.
El 30 y 31 de agosto y 1 de septiembre de 2013
, celebró su 30.º aniversario de carrera artística, presentándose en el Teatro Galerías de Guadalajara, Jalisco, México, logrando un récord de taquilla jamás visto para un comediante, acumulando un total de 5 funciones completamente agotadas, presenciando su espectáculo alrededor de 9 000 personas.
Jorge Ortiz de Pinedo lo bautizó como “el comediante de la cola de caballo”, quedando inmortalizado con ese apodo.
En un programa de Guerra de chistes, Teo González contó que fue portero de las fuerzas básicas del Club León desde 1983 a 1986.